# Catarata Hopetoun

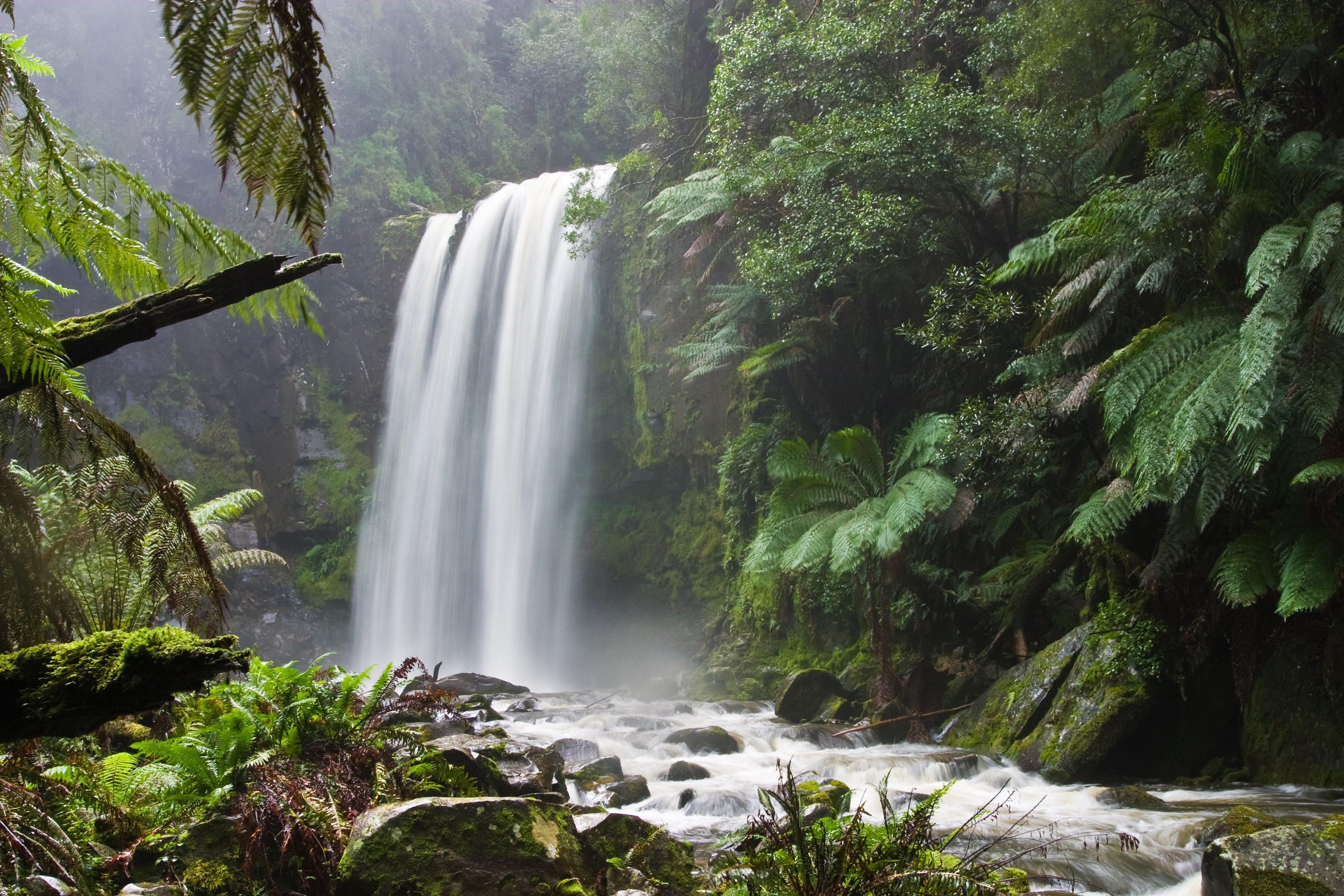
Hopetoun Falls.

La catarata Hopetoun es una cascada situada en los bosques del parque nacional de Otway, en el estado de Victoria, en Australia.
El parque nacional se encuentra justo al norte de Cape Otway, cerca de la ciudad de Apollo Bay, en la ruta de la Great Ocean Road.